# Melchiorre Dore
Giovanni Melchiorre Dore (Bitti, 15 marzo 1776 – Bitti, 20 luglio 1851) è stato un poeta, scrittore e presbitero italiano, che scrisse poemi in sardo di carattere religioso. Era zio di Giorgio Asproni.

## Opere
- Sa Jerusalem victoriosa: osiat s'historia de su populu de Deus de su sacerdote canonigu Melcioro Dore cum sas adnotationes de su sacerdote Johanne Ispanu, Cagliari, Typographia Archiepiscopali, 1842
- Sa Jerusalem victoriosa: osiat s'historia de su populu de Deus reduida ad poema historicu sacra da Melcioro Dore, cum breves adnotationes de su sacerdote Johanne Ispanu, Cagliari, Typographia Archiepiscopali, 1847.
- Sa Jerusalem victoriosa: osiat s'historia de su populu de Deus reduida ad poema historicu-sacru dae su sacerdote Melcioro Dore, cum breves adnotationes de su sacerdote Johanne Ispanu, Cagliari, A. Timon, 1865.
- Sa Jerusalem victoriosa: osiat s'historia de su populu de Deus reduida ad poema historicu-sacru dae su sacerdote canonigu Melcioro Dore, cun breves adnotationes de su sacerdote Johanne Ispanu, Nuoro, G. Mereu Canu, 1883.
- Jerusalem victoriosa, Lanusei, Tipografia Vacca-Mameli, 1893.
- Sos deghe comandamentos de sa Santa Lege de Deus: Ottavas de su rev. sac. Melchiorre Dore de Gorofai, Lanusei, Tipografia Vacca-Mameli, 1896.
- Sa Jerusalèm victoriosa: osiat s'historia de su populu de Deus reduida ad poema historicu-sacru, cun breves adnotationes de su sacerdote Johanne Ispanu, Nuoro, G. Mereu Canu, 1900.
- Sa Gerusalemme vittoriosa, Cagliari, Litotipografia TEA, s.d.
- Sa Gerusalemme vittoriosa, Cagliari, Il Torchio, s.d.
- Sa Gerusalemme vittoriosa, Nuoro, Tipografia V. Tanchis, s.d.
- Sa Gerusalemme vittoriosa, Lanusei, Tipografia P. Vacca-Mameli, 1908.
- Sa Gerusalemme vittoriosa, Ozieri, Tipografia F. Niedda, 1926.
- Sa Gerusalemme vittoriosa, Lanusei, Tipografia P. Vacca-Mameli, 1940.
- Sa Gerusalemme vittoriosa, Nuoro, Tipografia Ortobene, 1948.
- Sa Gerusalemme vittoriosa, “S'Ischiglia”, 5, 1957.
- Sa Gerusalemme vittoriosa, Nuoro, La Tipografica, 1977.
- Sa Gerusalemme vittoriosa, Nuoro, La Poligrafica Solinas, 1984.
- Sos doghe comandamentos de sa Santa Lege de Deus: Ottavas, Lanusei, Tipografia Vacca-Mameli, 1896.
- Sa Jerusalèm Victoriosa, osiat s'historia ... (come riprodotta in: Salvatore Meloni, Melchiorre Dore e Posada, Olbia 1998).
- Sa Jerusalemme, una terza edizione, senza indicazione di data, a Civitavecchia (tipografia l'Etruria).